# Луцкая замковая книга
Луцкая замковая книга (укр. Луцька замкова книга) — собрание правовых записей XVI века, написанный должностными лицами Луцкого замка. Книга является важным памятником истории Волыни в период её прибывания в составе Великого княжества Литовского.

## Описание
Луцкая замковая книга была записана с декабря 1560 по 1561 год и насчитывает 383 записей судебных и нотариальных дел. Это первая сформирована книга по управления князя Богуша Федоровича Корецкого в должности луцкого старосты.
Материалы дел отражают социальную структуру и динамику развития сословного общества на Волыни накануне Люблинской унии — князей, господ, шляхты, бояр, слуг, крестьян. Отражены хозяйственные, имущественные и конфликтные отношения между благородными имениями, должностными лицами (чиновниками), луцкими мещанами, купцами. Исчерпывающе представлена сфера судопроизводства. Книга также является памятником западнорусского языка.